# Leordeni, Argeș
Leordeni este satul de reședință al comunei cu același nume din județul Argeș, Muntenia, România.
Comuna Leordeni este atestată documentar din anul 1437.